# خوزه آنتونیو سالدوا
خوزه آنتونیو سالدوا (انگلیسی: José Antonio Zaldúa; ۱۵ دسامبر ۱۹۴۱ – ۳۰ ژوئن ۲۰۱۸) بازیکن فوتبال اهل اسپانیا بود.
از باشگاه‌هایی که در آن بازی کرده‌است می‌توان به باشگاه فوتبال رئال وایادولید، باشگاه فوتبال سابادل، باشگاه فوتبال اوساسونا، و باشگاه فوتبال بارسلونا اشاره کرد.
وی همچنین در تیم‌های ملی فوتبال زیر ۱۸ سال اسپانیا، Spain B national football team، و اسپانیا بازی کرده‌است.